# لری پیج
لارِنس لَری پِیج (به انگلیسی: Lawrence "Larry" Page) (زادهٔ ۲۶ مارس ۱۹۷۳) کارآفرین و مبتکر آمریکایی است، که به همراه سرگئی برین موتور جستجوی اینترنتی گوگل، در حال حاضر شرکت گوگل، را بنا نهاد.
در ۴ آوریل ۲۰۱۱ پس از استعفای اریک اشمیت، پیج مدیر عامل اجرایی گوگل شد. در ۲۰۱۳ فوربز دارایی پیج را حدود ۲۳ میلیارد دلار تخمین زد و او در لیست ثروتمندترین‌ها در آمریکا در جایگاه بیستم قرار گرفت.
پیج مخترع رتبه صفحه (پیج رنک) بود که اساس الگوریتم جستجوی گوگل است. او همچنین به همراه سرگِی برین تقریباً ۱۶ درصد از سهام گوگل را در اختیار دارند.
لری پیج با دارایی خالص۶۸٫۵۰۰ میلیارد دلار، دهمین میلیاردر جهان در سال ۲۰۲۰، دهمین فرد قدرتمند جهان در ۲۰۱۵ و پنجمین ثروتمند در حوزهٔ تکنولوژی در ۲۰۱۵ شده‌است.
پیج یکی از اعضای مؤسسهٔ ایکس پرایز (XPRIZE) است و در ۲۰۰۴ در آکادمی بین‌المللی مهندسی برای این سمت برگزیده شد. پیج جایزهٔ مارکونی پرایز را در ۲۰۰۴ دریافت کرد.
از «لری پیج» عمدتاً در کنار دانشمندانی مثل «استیو جابز»، «بیل گیتس»، «سرگئی برین» و «جف بزوس» به عنوان عوامل توسعه ایالات متحده در زمینه فناوری اطلاعات، اکتشافات بنیادین، بیوتکنولوژی و سایر علوم یاد می‌شود.

## زندگی و تحصیلات

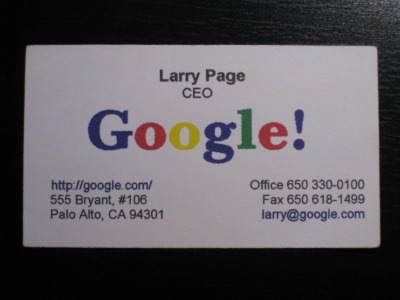
موتور جستجو گر گوگل چیزی که لارِنس لَری پِیج بنا کرد

لری پیج در لنسینگ شرقی، میشیگان، ایالات متحده زاده شد. پدر او کارل وینسنت پیج، در ۱۹۶۵ از دانشگاه میشیگان در علوم کامپیوتر دکترا گرفته‌بود. در آن زمان این رشته به تازگی در دانشگاه‌ها تدریس می‌شد، و گزارشگر بی‌بی‌سی او را «پیشگام در علوم کامپیوتر و هوش مصنوعی» توصیف کرده‌بود. او در دانشگاه ایالتی میشیگان، استاد علوم کامپیوتر بود. مادر پیج، گلوریا، در لیمان کالج بریگز، دانشگاه ایالتی میشیگان مربی برنامه‌نویسی کامپیوتر بود. مادر پیج یهودی است اما در خانواده‌ای نه چندان پای‌بند به دین بزرگ شده‌است.
پیج در یکی از مصاحبه‌هایش، کودکی خود را غوطه‌ور در مجلات علم و فناوری، کامپیوتر، ظروف غذا و در کل، محیطی شلوغ و شلخته توصیف می‌کند.
پیج در جوانی به نوشتن علاقه‌مند شد و زمان زیادی را برای مطالعهٔ کتاب‌ها و مجلات صرف می‌کرد. با توجه به نوشتهٔ نیکلاس کارلسون در بیوگرافی پیج، در اثر فضای حاکم بر خانه و پدر و مادری پرتوجه، روحیه نوآوری پیج پرورش یافت. همچنین پیج در این دوران فلوت می‌نواخت و آهنگ‌سازی می‌آموخت. پیج می‌گوید که آموختن موسیقی، بی‌تابی و وسواس در سرعت محاسبات را در او القا کرد. به گفتهٔ پیج: «فکر می‌کنم یادگیری موسیقی، برای من به سریع بودن عملکرد گوگل انجامید». او در مصاحبه دیگری گفته: «در موسیقی، توجه شما بسیار معطوف به زمان است؛ زمان، از اساسی‌ترین چیزها در موسیقی‌ست.» و نیز اینکه «اگر از دیدگاه موسیقی نگاه کنید، وقتی نوازنده ساز کوبه‌ای باشید، دارید به چیزی ضربه می‌زنید، و این در کسری از ثانیه روی می‌دهد.»
پیج شش‌ساله بود که شیفتهٔ کامپیوتر شد و با کامپیوترهای شخصی نسل اول که پدر و مادرش دیگر آن‌ها را لازم نداشتند، بازی می‌کرد. در مدرسه ابتدایی از پیج خواسته بودند تا یک واژه‌پرداز طرح کند. همچنین برادر بزرگترش به او یاد می‌داد که چگونه چیزها را از هم جدا و دوباره سرهم کند و ببیند که چگونه کار می‌کنند. پیج می‌گوید «در همان سن کم دریافتم که دوست دارم چیزی بسازم. این‌گونه بود که بسیار به تکنولوژی علاقه‌مند شدم. تقریباً ۱۲ساله بودم که دیگر می‌دانستم سرانجام شرکت خودم را بنیان خواهم گذاشت.»
پیج از ۱۹۷۵ تا ۱۹۷۹ تحصیلات ابتدایی را در مدرسهٔ Okemos Montessori (مونتسوری، که هم‌اکنون به نام Montessori Radmoor است) در اکموس، میشیگان گذراند و در ۱۹۹۱ از دبیرستان ایست لنسینگ دانش‌آموخته شد. در دبیرستان، دو تابستان را در مرکز Interlochen نوازندهٔ ساکسیفون بود. پیج در رشتهٔ مهندسی کامپیوتر از دانشگاه میشیگان با موفقیت تمام لیسانس گرفت و برای کارشناسی ارشد علوم کامپیوتر در دانشگاه استنفورد پذیرفته شد.
او در دانشگاه میشیگان، پس از اینکه دریافت می‌توان با کارتریج چاپ‌گرهای جوهرافشان و با هزینه کم، پوسترهای بزرگ چاپ کرد، یک چاپگر جوهرافشان با قطعات لگو ساخت (در واقع یک پلاتر). او خود همهٔ بخش‌های الکترونیکی و مکانیکی لازم برای آن را ساخت.
پیج رئیس گروه بِتا اِپسیلون (Beta Epsilon) در انجمن برادری کاپا اِتا نو (Eta Kappa Nu) شد و در ۱۹۹۳ عضوی از تیم ماشین خورشیدی «Maize & Blue” دانشگاه میشیگان بود. در دوران کارشناسی دانشگاه میشیگان پیشنهاد کرد که سیستم اتوبوس دانشگاه با وسیله‌ای به نام “پی آر تی» (PRT) یا «سیستم حمل و نقل شخصی سریع» جایگزین شود که در اصل یک مونوریل بی‌راننده با اتومبیل‌های جدا برای هر مسافر بود. او در این زمان همچنین روی یک طرح کسب‌وکار برای یک شرکت کار کرد که از نرم‌افزار برای ساخت یک سینتی‌سایزر موسیقی استفاده می‌کرد.
او همچنین برادر کارل ویکتور پیج، مؤسس ای‌گروپ، که نیم‌میلیارد دلار به یاهو فروخته شد، است.

## مطالعات و تحقیقات دکتری
پیج در دورهٔ دکتری علوم کامپیوتر در دانشگاه استنفورد، پژوهش روی «ویژگی‌های ریاضی شبکهٔ جهانی وب و درک ساختار لینک آن به عنوان یک گراف بزرگ» را برای رسالهٔ دکتری خود برگزید. تری وینوگراد، پیج را برای دنبال‌کردن ایده اش تشویق کرد و پیج هم از او در ۲۰۰۸ به عنوان بهترین مشاور تشکر کرد. او همچنین روی خودروهای خودکار و کنترل از راه دور هم تحقیق کرد.
پیج به مسئلهٔ یافتن اینکه کدام صفحات وب به یک صفحه لینک شده‌اند، با در نظر گرفتن تعداد و ماهیت این لینک‌ها به عنوان اطلاعاتی ارزشمند برای آن صفحه، پرداخت. سرگِی برین، یکی دیگر از دانشجویان دکتری استنفورد، برای کار روی این پروژه با نام مستعار BackRub به پیج پیوست. این دو با هم یک مقاله با نام «تشریح یک موتور جستجوی وب اَبَرمتن بزرگ‌مقیاس» نوشتند که به یکی از مقالات با بیشترین دانلود در تاریخ اینترنت آن زمان تبدیل شد.

## توسعهٔ موتور جستجو
برین و پیج، الگوریتم پیج‌رنک (PageRank) را با هدف تبدیل اطلاعات بَک‌لینک جمع‌آوری‌شدهٔ وب‌کرالر (خزندهٔ وب) BackRub به معیاری برای اهمیت یک صفحه وب، پیش نهادند. آن‌ها دریافتند که این الگوریتم می‌تواند برای ساخت یک موتور جستجوی به‌مراتب بهتر از موتور جستجوهای موجود استفاده شوند. این الگوریتم، بر پایه شیوه جدیدی بود که ارتباط بک‌لینک‌هایی که یک صفحهٔ وب را به دیگری مرتبط می‌ساختند، تحلیل می‌کرد.
این دو با ترکیب این ایده‌ها شروع به فعالیت کردند و اتاق خوابگاه پیج را آزمایشگاه خود کردند. آن‌ها از قطعات یدکی کامپیوترهای ارزان برای ساختن دستگاهی که این موتور جستجوی نوپا را به شبکهٔ پهن‌باند دانشکده وصل کند، استفاده کردند. پس از آن، آن‌ها تصمیم گرفتند خوابگاه برین را هم مرکز برنامه‌نویسی کنند تا بتوانند طرح‌های جدید موتور جستجو را بر روی وب آزمایش کنند. رشد سریع پروژهٔ آن‌ها باعث شد تا زیرساخت‌های محاسباتی استنفورد به مشکل برخورد.
از آنجاکه پیج و برین برای راه‌اندازی درست و اصولی صفحه وب، توسعه‌دهنده‌ای نداشتند، خودشان از مهارت‌های پایه‌ای برنامه‌نویسی HTML برای راه‌اندازی یک صفحهٔ جستجوی ساده برای کاربران استفاده کردند. آن‌ها همچنین برای رسیدن به قدرت محاسباتی لازم برای سرویس‌دادن هم‌زمان به چندین کاربر، هر قطعه‌ای از کامپیوترهای دست‌دوم را که می‌یافتند استفاده می‌کردند. همین‌طور که موتور جستجوی آن‌ها رشد کرد و در میان کاربران استنفوردی محبوب شد، برای پردازش جستجوها به سرورهای اضافی نیاز داشتند. در اوت ۱۹۹۶، اولین نسخهٔ گوگل برای کاربران اینترنتی در دسترس قرار گرفت که هنوز هم روی وب‌سایت دانشگاه استنفورد قرار دارد.

## تا اوایل سال ۱۹۹۷، موقعیت صفحهٔ BackRub به صورت زیر توصیف شد
برخی آمار حدسی (از ۲۹ اوت ۱۹۹۶)
- کل نشانی‌های اینترنتی HTML قابل نمایه‌سازی (ایندکس شده): ۷۵٫۲۳۰۶ میلیون
- کل محتواهای دانلود شده: ۲۰۷٫۰۲۲ گیگابایت

BackRub به زبان جاوا و پایتون (Python) نوشته شده و بر روی چندین کامپیوتر اولترا شرکت سان و پنتیوم‌های شرکت اینتل که لینوکس را اجرا می‌کنند، اجرا می‌شود. پایگاه دادهٔ اولیه بر روی سری II سان اولترا با ۲۸ گیگابایت دیسک نگه داشته می‌شود. اسکات حسن و آلن استریمبرگ در این راستا معاملهٔ بزرگی کردند و به این صورت کمک شایانی به پیشبرد این پروژه داشتند.
BackRub توابع ابتدایی و مشخصهٔ یک موتور جستجو را به نمایش می‌گذاشت: یک ورودی جستجو وارد می‌شد و این عملگر لیستی از بک لینک‌های رتبه‌بندی شده به ترتیب اهمیت را فراهم می‌کرد. پیج بیان می‌کند: «ما متوجه شدیم که ابزاری برای جستجو در اختیار داریم که به شما رتبه‌بندی کلی خوبی از صفحات و ترتیب دنبال کردن صفحات را می‌دهد.» پیج گفت در اواسط سال ۱۹۹۸ آن‌ها متوجه شدند که این پروژه پتانسیل بیشتری هم برای ادامهٔ مسیر دارد. «خیلی زود ما به تعداد ۱۰۰۰۰ جستجو در روز رسیدیم و به این نتیجه هم رسیدیم که این آمار واقعی است.»

## توازن دارایی در گوگل
بر اساس قرارداد سرگِی برین و لری پیج، این دو در گوگل سهم برابر دارند.

## حرفه
او در دورهٔ دکترای علوم رایانه در دانشگاه استنفورد، با سرگِی برین آشنا شد. آن‌ها با هم موتور جستجوگر گوگل را در ۱۹۹۸ بنا نهادند.
پیج و برین گوگل را تا ۲۰۰۱ اداره کردند و در این سال اریک اشمیت را به عنوان قائم‌مقام مدیرعامل و رئیس هیئت‌مدیره برگزیدند. در ژانویه ۲۰۱۱ گوگل اعلام کرد که در آوریل اریک اشمیت از مدیریت کنار رفته و پیج جای او را خواهد گرفت.
مجلهٔ فوربز در ۲۰۱۱، او را ردهٔ ۲۴ ثروتمندترین افراد جهان و رده ۱۱ ثروتمندترین‌های آمریکا اعلام کرد.